# Антонін Пернер
Антонін Пернер (чеськ. Antonín Perner, 29 січня 1899, Прага — 24 листопада 1973) — чехословацький футболіст, що грав на позиції півзахисника і захисника.
Виступав, зокрема, за клуб «Спарта» (Прага), а також національну збірну Чехословаччини.
Багаторазовий чемпіон Чехословаччини. Володар Кубка Мітропи.

## Клубна кар'єра
1919 року розпочав виступи за команду клубу «Спарта» (Прага), кольори якої і захищав протягом усієї своєї кар'єри гравця, що тривала п'ятнадцять років. За цей час вісім разів виборював титул чемпіона Чехословаччини, ставав володарем Кубка Мітропи.
З 1932 по 1934 рік виступав у клубі «Богеміанс», у складі якого зіграв у лізі 19 матчів.
Помер 24 листопада 1973 року на 75-му році життя.

## Виступи за збірну
1920 року дебютував в офіційних матчах у складі національної збірної Чехословаччини. Протягом кар'єри у національній команді, яка тривала 12 років, провів у формі головної команди країни 28 матчів, забивши 1 гол.
У складі збірної був учасником футбольного турніру на Олімпійських іграх 1920 року в Антверпені.
Також грав у складі збірної Праги. Одним з найвідоміших його матчів за збірну міста був поєдинок проти збірної Парижа 1922 року. Празька команда, за яку виступали 8 гравців «Спарти» і 3 представники «Уніона», здобула перемогу в столиці Франції з рахунком 2:0.

## Титули і досягнення
- Чемпіон Чехословаччини (5):

«Спарта» (Прага): 1919, 1922, 1925–1926, 1927, 1931–1932
- Чемпіон Середньочеської ліги (5):

«Спарта» (Прага): 1919, 1920, 1921, 1922, 1923,
- Володар Кубка Мітропи (1):

«Спарта» (Прага): 1927
- Володар Середньочеського кубка (5):

«Спарта» (Прага): 1919, 1920, 1923, 1924, 1925